# Rivoluzione haitiana
La rivoluzione haitiana (in francese Révolution haïtienne) fu una rivolta scoppiata per l'abolizione della schiavitù e contro il colonialismo da parte di un gruppo di schiavi liberati contro il governo coloniale francese a Saint-Domingue, attuale Haiti. Essa incominciò il 22 agosto 1791 alle 22:00, e si concluse nel 1804 con l'indipendenza della colonia. Era all'epoca l'unico stato che si era costituito in nazione indipendente grazie a una rivolta di schiavi e che fosse governato da non bianchi ma da ex prigionieri. Essa fu uno dei momenti chiave nella storia del razzismo del Mondo Atlantico e, stando ad alcuni storici, "ha sovvertito il linguaggio stesso dell'Illuminismo fornendo a quest'ultimo un significato che esso non aveva prima di allora".
I suoi effetti, e in particolare le norme contrarie alla schiavitù, ebbero un notevole influsso sulla politica schiavista nelle Americhe. La fine del governo francese e l'abolizione della schiavitù nell'ex colonia venne celebrata anche per la collaborazione con i mulatti contro gli europei. Rappresentò la più grande insurrezione di schiavi dall'epoca di Spartaco contro la Repubblica romana circa 1900 anni prima. Essa contribuì fortemente a cambiare il credo comune sul ruolo di inferiorità delle persone nere e sulla capacità degli schiavi di ottenere e mantenere la loro libertà. La capacità organizzativa dei ribelli e la loro tenacia scioccò e spaventò molti schiavisti.

## Dibattito storiografico
Per quanto coerenti come periodo, gran parte degli storici contemporanei distinguono la rivoluzione haitiana da quella francese. Alcuni hanno inoltre separato i primi conflitti armati dei mulatti dalla vera e propria lotta per l'abolizione della schiavitù. Il dibattito si è perlopiù incentrato sul tema della schiavitù e della liberazione degli schiavi che si concluse con la loro vittoria sulla plantocrazia e la creazione di un vero e proprio stato indipendente. Nell'aprile del 1791, un'insurrezione della popolazione di colore dell'isola si tramutò violentemente in una lotta contro il sistema delle piantagioni, sfruttando il malcontento per la condizione degli schiavi stessi. In cooperazione coi rivali mulatti, i neri dell'isola posero fine alla rivoluzione nel novembre del 1803 quando sconfissero l'esercito francese nella Battaglia di Vertières.
Anche se l'intero evento è riportato sotto il nome di "Rivoluzione haitiana", una visione alternativa suggerirebbe la considerazione di una serie di conflitti coincidenti che posero fine alla già fragile tregua tra mulatti e neri. La questione principale ancora oggi affrontata dagli storici è se i vittoriosi haitiani fossero "intrinsecamente una forza rivoluzionaria". Una cosa è certa: Haiti divenne uno stato indipendente dal 1º gennaio 1804, quando il consiglio dei generali prescelse Jean-Jacques Dessalines per assumere il ruolo di governatore generale dell'isola. Uno dei primi documenti significativi dello stato fu il discorso "Libertà o morte" di Dessaliness, che circolò anche presso la stampa straniera. In esso, il nuovo capo dello stato propose l'obbiettivo principale della nuova nazione: perseguire e mantenere l'abolizione della schiavitù a Haiti.

## Impatto
A Haiti venne costituito un governo indipendente, ma la società nel paese rimase essenzialmente la medesima stabilita sotto il governo francese. Molti proprietari di piantagioni che avevano avuto figli mulatti con le loro schiave africane, avevano dato loro una educazione adeguata e, per i maschi, una formazione militare nell'esercito francese; i mulatti erano quindi la compagine dello stato più ricca e libera. Molti di questi usarono il loro capitale sociale per acquisire ulteriore ricchezza e altra terra. Alcuni incominciarono più a identificarsi coi coloni francesi che con gli schiavi.
La dominazione mulatta della politica e dell'economia dopo la rivoluzione contribuì a formare un'ulteriore società a due caste, di cui gli haitiani nativi costituivano quella più povera, composta perlopiù da contadini. Inoltre, nel 1825 il futuro del nascente stato venne compromesso quando la Francia obbligò la nazione a pagare 150 000 000 di franchi come riparazione per le condizioni in cui vennero tenuti gli ex schiavisti francesi, come pure per lo spirito di isolamento economico e politico tenuto da Haiti nei confronti della Francia. Per quanto l'ammontare delle riparazioni ai danni venne ridotto nel 1838, Haiti non fu in grado di pagare tutta la somma prevista e saldò i suoi debiti solo nel 1947, causando così un impoverimento dello stato e una consequenziale instabilità interna.

## Sfondo storico
Gran parte dello sviluppo economico dei Caraibi era rappresentato dalla continua domanda di zucchero da parte degli europei, con la formazione di una serie di piantagioni che commerciavano con Europa e Nord America in cambio di beni lavorati. Santo Domingo disponeva inoltre di estese piantagioni di caffè, cacao e indigo, ma esse erano meno profittevoli rispetto a quelle di zucchero. A partire dagli anni '30 del Settecento, dei genieri francesi costruirono un complesso sistema di irrigazione per incrementare la produzione di canna da zucchero. Dagli anni '40 del medesimo secolo, Santo Domingo assieme alla Giamaica era divenuta uno dei principali fornitori di zucchero al mondo. La produzione di zucchero dipendeva in gran parte da lavoro manuale che veniva fornito dagli schiavi africani che lavoravano nelle piantagioni. Santo Domingo era inoltre la colonia francese con maggiore produzione di ricchezza, come pure nel mondo delle colonie del XVIII secolo, con un traffico di circa 600 navi all'anno nella tratta Santo Domingo-Bordeaux come pure verso le 13 colonie inglesi in America.
Le persone che qui risiedevano erano circa 1 milione dei 25 milioni che risiedevano nel Regno di Francia nel 1789. La schiavitù era la base della produzione ma essa doveva fare i conti col clima caraibico, con la malaria e con la febbre gialla. Nel 1787, i francesi importavano circa 20 000 schiavi dall'Africa solo verso Santo Domingo mentre gli inglesi importavano circa 38 000 schiavi in tutte le loro colonie nei Caraibi. La morte per febbre gialla era quasi del 50% degli schiavi e colpiva loro nel giro di un anno dal loro arrivo sull'isola, pertanto i proprietari preferivano sfruttarli al massimo per quanto possibile col consumo minimo di cibo sapendo che nel giro di breve comunque sarebbero morti. La morte era così diffusa che la poliandria - una donna sposata a più uomini nel contempo - era divenuta comune forma di matrimonio tra gli schiavi. Dal momento che gli schiavi non avevano diritti legali, lo stupro da parte dei padroni era cosa comune.
I proprietari bianchi di piantagioni che derivavano la loro ricchezza dalla vendita dello zucchero prodotto dagli schiavi sapevano che gli schiavi erano di numero superiore rispetto ai bianchi per un rapporto di 10 a 1 e vivevano pertanto nel terrore di una ribellione di schiavi. Anche per gli standard dei Caraibi, a ogni modo, gli schiavisti francesi erano noti per l'estrema crudeltà con cui trattavano i loro schiavi. I padroni bianchi utilizzavano sovente la violenza fisica per mantenere il controllo e limitare la possibilità di una ribellione. Quando degli schiavi lasciavano le piantagioni o disobbedivano ai loro padroni, venivano frustati o persino castrati o ustionati sia come punizione personale sia come lezione per gli altri schiavi. Luigi XIV, re di Francia, aveva approvato il Code Noir nel 1685 nel tentativo di regolare queste violenze nel trattamento degli schiavi, ma i padroni apertamente continuavano a disattendere il codice, e la locale legislazione certamente non aiutava in questo senso.
Nel 1758, i proprietari terrieri bianchi riuscirono a far passare una legge che prevedeva la restrizione dei diritti degli altri gruppi etnici presenti sulla base di un rigido sistema di caste. Gran parte degli storici sono soliti classificare la popolazione coloniale all'epoca in tre gruppi. Uno era quello dei coloni, o blancs. Questo gruppo era solitamente suddiviso a sua volta poi in proprietari terrieri e nella classe inferiore che solitamente era costituita da artigiani e lavoratori pagati a giornata.
La seconda classe era quella dei neri liberi (solitamente di razza mista, noti anche col nome di mulatti o gens de couleur libres, "persone libere di colore"). Queste gens de couleur tendevano a essere ben educate in quanto a istruzione e solitamente prestavano servizio nell'esercito o come amministratori nelle piantagioni. Molti erano figli dei padroni e di schiave locali, mentre altri avevano acquistato la loro libertà dal loro stesso padrone grazie alla vendita di prodotti artistici da loro realizzati. Spesso ricevevano un'educazione letteraria o artigianale e talvolta potevano ricevere in omaggio anche della terra dai loro ex proprietari. Alcune gens de couleur incominciarono quindi persino ad avere proprie piantagioni con propri schiavi.
Il terzo gruppo, che superava tutti gli altri, era quello degli schiavi africani. Essi continuavano a mantenere la loro cultura africana separata rispetto a quella delle altre persone sull'isola. Molte piantagioni avevano una grande concentrazione di schiavi da una particolare regione dell'Africa, e pertanto questo rendeva più semplice per alcuni gruppi mantenere gli elementi fondanti della loro cultura, della loro religione e della loro lingua. Questo inoltre separava i nuovi schiavi provenienti dall'Africa dai creoli (schiavi nati nella colonia) che già avevano collegamenti con l'isola e quindi più possibilità di emancipazione. Molti schiavi parlavano il patois, una lingua derivata dal francese ma mista al creolo che era molto utilizzato dai mulatti e dai bianchi anche per comunicare coi loro lavoranti. La maggioranza degli schiavi era di stirpe Yoruba e proveniva dall'attuale Nigeria, oppure di stirpe Fon dall'attuale Benin e dal Regno del Congo in quella che è l'attuale Angola settentrionale e Congo occidentale. I congolesi raggiungevano il 40% della popolazione totale degli schiavi ed erano pertanto il più vasto gruppo etnico africano presente tra gli schiavi haitiani. Gli schiavi seppero sviluppare qui anche una loro religione, una mistura tra cattolicesimo e religioni africane occidentali nota come voodoo.
Solitamente i coloni bianchi e gli schiavi neri entravano in conflitti violenti. Lo storico francese Paul Fregosi scriveva: "Bianchi, mulatti e neri sono in lotta gli uni con gli altri. I poveri bianchi non possono sopportare i bianchi ricchi, i ricchi bianchi inveiscono contro i poveri bianchi, la classe media dei bianchi è gelosa della propria aristocrazia bianca, i bianchi nati in Francia guardano con disappunto bianchi e mulatti nati sull'isola; i neri liberi se la prendono con quanti sono ancora schiavi, come pure gli haitiani neri nati sull'isola da schiavi africani. Ognuno vive nel terrore di qualcun altro... Haiti era un inferno, ma Haiti era ricca". Molti di questi conflitti coinvolgevano schiavi fuggiti dalle piantagioni che erano definiti maroon e si ritiravano nelle aree montuose del centro dell'isola, vivendo di ruberie perpetrate ai danni dei loro stessi padroni. Altri fuggivano verso i villaggi nella speranza di confondersi con gli schiavi urbani o schiavi liberati che qui si concentravano. Se catturati, questi schiavi fuggiti venivano severamente e violentemente puniti. A ogni modo, alcuni padroni dimostrarono di tollerare il petit marronages, una breve assenza dalle piantagioni.
Spesso, comunque, erano in molti gli schiavi a fuggire tra i boschi senza controllo che poi si rivalevano sulle stesse piantagioni compiendo devastazioni tra le piante di zucchero e caffè. I numeri di schiavi facenti parte di queste bande era spesso di un centinaio, ma mancavano di una guida adeguata e di una strategia per portare a compimento obbiettivi su vasta scala. Il primo capo maroon conosciuto che riuscì a emergere per il proprio carisma fu François Mackandal, che riuscì a unificare questa resistenza nera in un gruppo omogeneo. Sacerdote voodoo haitiano, Mackandal ispirò la sua popolazione a riprendere le tradizioni africane. Riunì diverse bande di maroon e stabilì una rete di organizzazioni segrete tra le piantagioni di schiavi, guidando una ribellione che perdurò dal 1751 al 1757. Mackandal venne infine catturato dai francesi e condannato a morte sul rogo nel 1758, ma comunque grandi bande di maroon continuarono a persistere e a condurre dei raid anche dopo la sua scomparsa.

## La situazione nel 1789

### La stratificazione sociale
Nel 1789 Santo Domingo produceva il 60% del caffè nel mondo e il 40% di zucchero nel mondo, importato prevalentemente da Francia e Gran Bretagna. La colonia era il possedimento più profittevole dell'impero coloniale francese. Santo Domingo era inoltre la più ricca e prospera colonia di tutte le colonie dei Caraibi.
Nel 1789, i bianchi ammontavano a 40 000; i mulatti e i neri liberi a 28 000, mentre gli schiavi neri erano 452 000 La classe sociale più bassa era quella degli schiavi neri che superavano il numero degli schiavi e dei neri liberati di sei a uno. La popolazione di schiavi sull'isola era quasi la metà degli schiavi presenti in tutti i Caraibi nel 1789. Due terzi di questi erano africani per nascita che tendevano a essere meno sottomessi rispetto a quelli nati nelle Americhe. La percentuale di morte nei Caraibi superava di gran lunga quello delle nascite e pertanto l'importazione di schiavi era necessaria per mantenerne i numeri richiesti dalle piantagioni. La popolazione di schiavi calava ogni anno del 2-5%, per troppo lavoro, per la mancanza di cibo e cure adeguate, per mancanza di vestiti, con uno sbilancio tra i due sessi che portava ad avere più uomini che donne. Alcuni schiavi appartenevano alla classe dell'élite creola di schiavi urbani e domestici, che lavoravano come cuochi, servitori o artigiani nelle case attorno alla piantagione. Questa classe relativamente privilegiata era costituita in gran parte da schiavi nati nelle Americhe, mentre la sottoclasse dei nati in Africa era composta da lavoratori.
Tra i 40 000 bianchi che popolavano Santo Domingo nel 1789, i francesi monopolizzavano gli incarichi amministrativi. I proprietari delle piantagioni, i grands blancs, erano aristocratici minori. Molti ritornarono in Francia non appena possibile, sperando di evitare di venire coinvolti nelle epidemie di febbre gialla che regolarmente infestavano la colonia. La classe minore dei bianchi, i petits blancs, erano artigiani, ciabattini, gestori di schiavi, marinai e lavoratori pagati a giornata.
Nel 1789 le gens de couleur erano giunte a 28 000. Le leggi discriminatorie dell'epoca prevedevano per loro un codice d'abbigliamento particolare e impedivano loro di occupare determinati incarichi pubblici. Molti di questi erano artigiani o marinai, servitori domestici, ecc. Le Cap Français, un porto settentrionale dell'isola, aveva la maggiore popolazione di schiavi liberati, e questi furono gli uomini che divennero personalità chiave nel corso della ribellione e poi della rivoluzione che ebbe inizio nel 1791.

### I conflitti regionali
Oltre alle tensioni di classe e razziali tra i bianchi, le persone di colore libere e gli schiavi neri, l'isola era piagata anche da rivalità regionali tra le regioni nord, sud e ovest.
La parte settentrionale di Santo Domingo era infatti dedica al commercio e aveva al proprio interno la maggior parte della élite francese. La Plaine-du-Nord lungo le coste nord di Santo Domingo era l'area più fertile di tutta l'isola con le principali piantagioni di zucchero. Questa era un'area di grande importanza economica perché gran parte del commercio dell'isola si svolgeva qui. Il porto più trafficato era quello di Le Cap-Français (attuale Le Cap-Haïtien), capitale della Santo Domingo francese sino al 1751, quando essa venne trasferita a Port-au-Prince. Nella regione settentrionale, gli schiavi africani vivevano in grandi gruppi di lavoratori in relativo isolamento, separati dal resto della colonia da alte montagne note come Massif du Nord. Questi schiavi si uniranno a quelli di Le Cap nella ribellione del 1791, che ebbe inizio proprio in questa regione. Quest'area era la sede del potere dei grands blancs, i ricchi coloni bianchi che desideravano autonomia per la loro colonia, in particolare autonomia economica.
La provincia occidentale, a ogni modo, era cresciuta in maniera significativa dopo che la capitale venne spostata a Port-au-Prince nel 1751, e la regione era divenuta sempre più ricca nella seconda metà del XVIII secolo quando vennero portati a compimento i progetti di irrigazione su vasta scala che permisero la crescita di ulteriori piantagioni in loco. La provincia a sud deficitava sia di popolazione sia di ricchezza in quanto si trovava geograficamente separata dal resto della colonia. Questo status di isolamento, a ogni modo, consentiva agli schiavi liberati di cercare profitto nel commercio con la Giamaica inglese. Oltre a queste tensioni interregionali, di natura prevalentemente economica e sociale, vi erano conflitti tra quanti desideravano l'indipendenza dell'isola, quanti erano fedeli alla Francia, quanti lo erano alla Spagna e quanti alla Gran Bretagna.

## L'impatto della Rivoluzione Francese
In Francia, l'Assemblea Nazionale apportò dei cambiamenti radicali alle leggi francesi e il 26 agosto 1789 pubblicò la Dichiarazione dei diritti dell'uomo e del cittadino dichiarando che tutti gli uomini erano liberi ed eguali. La Rivoluzione Francese modellò il corso degli eventi anche a Santo Domingo e venne accolta con successo nell'isola, almeno in un primo momento. I ricchi bianchi la videro come l'opportunità di ottenere l'indipendenza dalla Francia, così da poter regolare autonomamente il commercio locale e creare regolamenti che avrebbero ulteriormente aumentato la loro ricchezza e il loro potere. La rivoluzione haitiana che sarebbe scoppiata di li a breve sarebbe stata uno dei primi test più significativi della Rivoluzione Francese, in quanto questa si radicalizzava sulla questione della schiavitù.
La popolazione africana dell'isola incominciò a sentire delle voci di agitazioni per l'indipendenza dai ricchi proprietari europei delle piantagioni, i grands blancs, che da tempo si lamentavano delle limitazioni imposte loro dal governo centrale e sul commercio sull'isola. Gli africani si allearono perlopiù coi realisti e con gli inglesi, dal momento che compresero che l'indipendenza di Santo Domingo stava per essere condotta dai loro stessi padroni, fatto che avrebbe incrementato il loro potere e le ingiustizie nei confronti della popolazione africana.
La popolazione libera di colore di Santo Domingo, di cui il maggior rappresentante era Julien Raimond, aveva più volte fatto appello alla Francia per il riconoscimento dei pieni diritti civili dagli anni '80 del Settecento. Raimond sfruttò la Rivoluzione Francese dunque per farsi strada e raggiungere l'Assemblea Nazionale. Nell'ottobre del 1790, Vincent Ogé, un altro ricco uomo di colore della colonia, tornò all'isola da Parigi dove aveva collaborato con Raimond. Convinto che le leggi passate in Francia dall'Assemblea Costituente avessero concesso pieni diritti a tutti gli uomini ricchi seppur di colore, Ogé chiese il diritto di voto. Quando il governatore coloniale si rifiutò di concederglielo, Ogé guidò una breve insurrezione nell'area di Cap Français. Disponeva di un esercito di 300 uomini che combatté per la fine della discriminazione razziale nell'area. Venne catturato all'inizio del 1791 e brutalmente "dilaniato alla ruota" prima di essere decapitato. Ogé non stava combattendo contro la schiavitù, ma il suo trattamento particolarmente duro venne preso ad esempio da molti schiavi dopo di lui come fattore di ribellione nell'agosto del 1791. Il conflitto tra le fazioni dei bianchi, dei mulatti e dei neri liberati o schiavi che fossero, appariva a questo punto inevitabile.
Lo scrittore settecentesco francese Honoré Gabriel Riqueti de Mirabeau scrisse in una delle sue opere che a Santo Domingo i bianchi "dormono sul Vesuvio", a indicare la costante minaccia a cui essi erano sottoposti per la forte presenza di schiavi e del loro malcontento sull'isola.

## Le relazioni tra la Rivoluzione Francese e la Rivoluzione Haitiana

### Le ragioni della rivoluzione
La rivoluzione haitiana fu una rivoluzione incominciata dal basso, dalla popolazione meno rappresentata. Gran parte dei sostenitori della rivoluzione haitiana, infatti, erano schiavi e africani liberati che si sentivano trattati ingiustamente dalla società e dalle leggi locali.

### La brutalità
Malgrado il pensiero utopico, razionale e idealista circa la rivolta, l'estrema brutalità risultò un aspetto fondamentale della rivolta. Il periodo di violenza della Rivoluzione Francese noto come Il Terrore in Francia si distinse per il gran numero di persone ghigliottinate od orribilmente torturate e poi uccise per un totale di 18 000-40 000 persone. Le perdite totali della rivoluzione francese sono state stimate in 2 milioni di morti. Nei Caraibi, le perdite totali in queste agitazioni ammontarono a 162 000 La violenza a Haiti venne in gran parte caratterizzata da escursioni militari, rivolte, uccisione di proprietari di schiavi, fatti di guerriglia.

### Un cambiamento durevole
La rivoluzione a Haiti non si fece attendere dopo quella in Francia. Le richieste di modifiche alle regole della società vennero influenzate dalla rivoluzione in Francia, ma fu soprattutto il desiderio di libertà a condizionare gli animi degli haitiani. Gli ideali dell'Illuminismo e l'inizio della Rivoluzione Francese risultarono motivi sufficienti per ispirare la rivoluzione haitiana che divenne poi una ribellione di schiavi come era facile immaginare. Come i francesi riuscirono a mutare la loro società, così fecero gli haitiani. Il 4 aprile 1792, l'Assemblea Nazionale francese garantì la libertà a tutti gli schiavi di Haiti ma la rivoluzione raggiunse lo scopo solo nel 1804; Haiti rimase uno stato di popolazione indipendente. Le attività della rivoluzione si diffusero nel mondo. Le trasformazioni della Francia portarono a enormi trasformazioni in Europa e Haiti ne venne fortemente influenzata. John E. Baur disse che quella di Haiti fu una delle rivoluzioni più influenti nella storia.

## Influenza del pensiero illuminista
Lo scrittore francese Guillaume Raynal attaccò la schiavitù nella sua "Storia della colonizzazione europea". Egli disse "gli africani stanno solo aspettando un capo sufficientemente coraggioso da guidarli alla vendetta." La filosofia illuminista di Raynal fu ben più di una previsione e rifletteva la filosofia di molti francesi illuminati come Rousseau e Diderot, sebbene tali parole siano state scritte tredici anni prima della "Dichiarazione dei diritti dell'uomo e del cittadino". La dichiarazione, per contro, mentre evidenziava parole come libertà continuava a considerare gli schiavi come proprietà.
Sempre sull'influenza delle parole di Raynal, Toussaint Louverture si distinse come interprete chiave dei sentimenti illuministi nella rivoluzione haitiana. Il pensiero illuminista divideva la società del mondo in "capi illuminati" e "masse ignoranti"; Louverture tentò di sorpassare questa divisione. Louverture conosceva bene le idee dell'illuminismo e il contesto dell'imperialismo europeo. Tentò di rompere gli equilibri tra occidentali illuminati e schiavi ignoranti per ottenere la liberazione degli uomini, senza propagare l'idea che egli in quanto capo doveva ritenersi moralmente superiore rispetto agli altri abitanti di Santo Domingo. Come estensione di sé stesso e della sua educazione illuminata, Louverture scrisse una Costituzione per una nuova società a Santo Domingo, ponendo al primo posto l'abolizione della schiavitù. L'esistenza della schiavitù nella società illuminata era un'incongruenza che doveva essere riconosciuta anche dagli studiosi europei. Louverture pertanto cercò di imitare gli esperti europei in materia di legge, sia nello stile sia nel linguaggio del suo nuovo testo così da far comprendere quanto di buono e di colto vi fosse nelle intenzioni del suo popolo.
Come Louverture, anche Jean-Baptiste Belley fu un attivo partecipante nelle insurrezioni della colonia. Il ritratto di Belley eseguito da Anne-Louis Girodet de Roussy-Trioson raffigura un uomo che comprende la visione francese delle sue colonie. Il ritratto crea una rigida dicotomia tra la raffinatezza dell'illuminismo francese con la realtà della situazione a Santo Domingo, ponendo nello stesso dipinto un busto di Raynald con la figura di Belley. Malgrado questo il ritratto sembra trasmettere un senso di insofferenza da parte dell'uomo di colore, intrappolato nella propria condizione razziale.

## La rivolta degli schiavi del 1791
Lo scrittore illuminista Guillaume Raynal si era già scagliato contro la schiavitù nel 1780 e aveva previsto prima o poi una rivolta di schiavi nelle colonie, paragonandola a una "tempesta sopita". Un segno di questo terrore fu la garanzia della piena cittadinanza alle persone di colore purché ricche da parte del governo francese nel maggio del 1791. Dal momento però che i ricchi proprietari terrieri bianchi che amministravano le piantagioni si rifiutarono di riconoscere tale decisione, scoppiarono delle rivolte per due mesi tra gli ex schiavi e i bianchi sull'isola. Questo fatto andò ad aggiungersi al già teso clima tra schiavi e grand blancs.
La previsione di Raynal si avverò la notte del 21 agosto 1791, quando gli schiavi di Santo Domingo insorsero in rivolta mentre centinaia di schiavi stavano partecipando a una cerimonia segreta di rito voodoo. La cerimonia si stava svolgendo nel corso di una tempesta tropicale e a un certo punto un fulmine irruppe nella stanza e questo venne preso come un segno da parte degli schiavi che era ora di dare inizio a una rivolta contro i loro padroni. Il segnale d'inizio della rivolta venne dato da Dutty Boukman, un gran sacerdote di rito voodoo (oungan) e capo degli schiavi maroon nel corso di una cerimonia religiosa al Bois Caïman nella notte del 14 agosto. Nel giro di dieci giorni, gli schiavi avevano preso il controllo dell'intera provincia del nord con una rivolta di schiavi senza precedenti. I bianchi mantennero il controllo solo di alcuni accampamenti isolati. Gli schiavi erano animati dalla vendetta nei confronti dei loro padroni e si sfogarono con "saccheggi, stupri, torture, mutilazioni e morte", orrori che avevano caratterizzato la loro esperienza di schiavi. Lunghi anni di oppressione subita dagli schiavi da parte dei loro padroni li aveva posti in odio verso tutti i bianchi e la rivolta venne contraddistinta da una profonda violenza sin dall'inizio coi padroni che furono brutalmente uccisi, con le teste dei loro figli poste sulle cime di picche portate in giro dai ribelli come trofei di guerra. I proprietari delle piantagioni, che da tempo pure temevano una tale rivolta, erano comunque ben armati e preparati a difendersi. Il numero degli schiavi che aderì a queste sollevazioni fu a ogni modo di 100 000 persone e nel giro di due mesi essi uccisero circa 4 000 bianchi, bruciando e distruggendo 180 piantagioni di zucchero e centinaia di piantagioni di caffè e indaco. Almeno 900 furono le piantagioni di caffè distrutte nelle due settimane successive, con danni per due milioni di franchi francesi. Nel settembre del 1791, i bianchi sopravvissuti si organizzarono insieme e uccisero circa 15 000 neri in un'ondata di violentissima vendetta. A questo punto degli scontri, non va dimenticato, gli schiavi combattevano unicamente per la loro libertà e non chiedevano ancora l'indipendenza dalla Francia, e molti dei capi ribelli si dichiararono combattenti per il re di Francia che a suo tempo aveva emesso un decreto per la miglioria delle condizioni degli schiavi che era stato regolarmente disatteso da tutti i governatori locali.

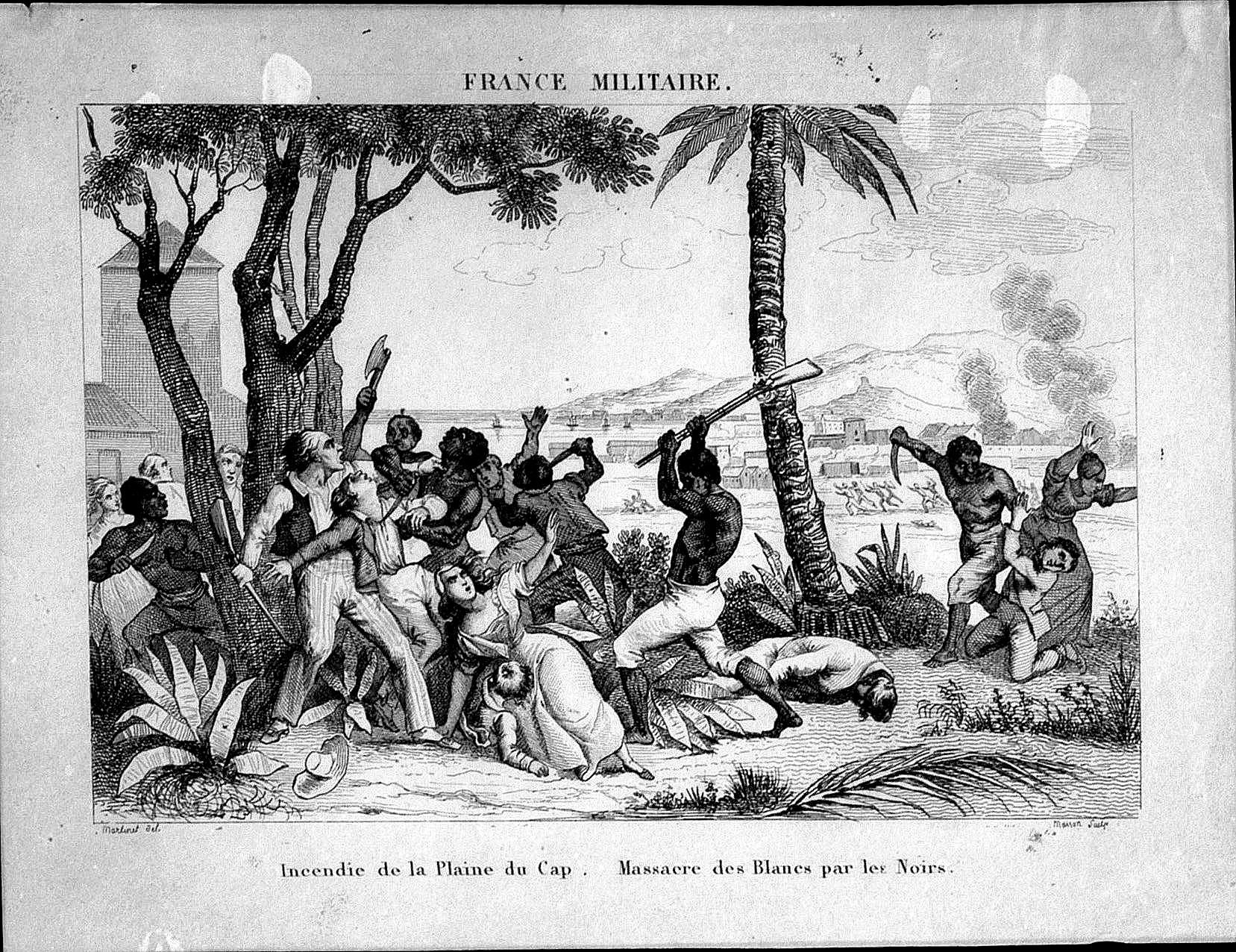
La ribellione degli schiavi del 1791.

Col 1792, gli schiavi ribelli erano giunti a controllare un terzo dell'isola. Il successo della ribellione degli schiavi portò all'elezione di una nuova Assemblea Legislativa in Francia per fare due conti sulla situazione attuale. Per proteggere gli interessi economici della Francia, l'Assemblea concesse diritti civili e politici agli uomini liberi di colore nelle colonie nel marzo di quello stesso anno. Molte nazioni in Europa e gli stessi Stati Uniti furono scioccati da tale decisione, ma l'Assemblea era determinata a porre fine alla rivolta. Oltre a garantire i diritti alla popolazione libera di colore dell'isola, l'Assemblea inviò comunque 6 000 soldati francesi in loco. Il nuovo governatore inviato da Parigi, Léger-Félicité Sonthonax, si era dimostrato uno strenuo sostenitore della Rivoluzione Francese che aveva abolito la schiavitù nella Provincia del Nord di Santo Domingo ed era ostile alle relazioni con i proprietari delle piantagioni che definiva apertamente come "realisti".
Nel frattempo, nel 1793, la Francia aveva dichiarato guerra alla Gran Bretagna. I proprietari bianchi delle piantagioni di Santo Domingo, insoddisfatti di Sonthonax, si accordarono con la Gran Bretagna per dichiarare un protettorato britannico sulla colonia, credendo che gli inglesi avrebbero più favorevolmente mantenuto la schiavitù sull'isola. Il primo ministro britannico, William Pitt il Giovane credeva che il successo della rivolta degli schiavi a Santo Domingo avrebbe ispirato rivolte simili anche nelle altre colonie britanniche nei Caraibi ma che mettere le mani sulla più ricca tra le colonie francesi avrebbe voluto dire affamare al più presto i rivoltosi francesi anche in patria e pertanto pensò che occupare ad interim Santo Domingo avrebbe significato aumentare considerevolmente il tesoro nazionale degli inglesi. Il giornalista americano James Perry annotò con grande ironia che la campagna inglese a Haiti che fu perlopiù motivata dal denaro, si concluse in realtà con un enorme buco nel tesoro inglese di milioni di sterline e centinaia di morti per nulla. La Spagna, che controllava il resto dell'isola di Hispaniola, aderì anch'essa al conflitto al fianco della Gran Bretagna contro la Francia. Le forze spagnole invasero Santo Domingo e si incontrarono subito con gli schiavi. Per gran parte del conflitto, gli inglesi e gli spagnoli fornirono ai ribelli cibo, munizioni, armi, medicine, supporto navale e consiglieri militari. Nell'agosto del 1793 sull'isola si trovavano solo 3 500 soldati francesi. Il 20 settembre 1793, circa 600 soldati inglesi della Giamaica erano sbarcati a Jérémie al grido di "Vivent les Anglais! da parte della popolazione locale. Il 22 settembre 1793, Mole St. Nicolas, la principale base navale francese a Santo Domingo si arrese pacificamente alla Royal Navy. Dovunque giunsero, a ogni modo, gli inglesi restaurarono la schiavitù, fatto che li rese particolarmente odiati agli haitiani. Per prevenire un disastro militare e assicurare la colonia ai repubblicani francesi pur opponendosi a Gran Bretagna, Spagna e realisti francesi, separati o combinati tra loro, i commissari francesi Léger-Félicité Sonthonax ed Étienne Polverel liberarono gli schiavi di Santo Domingo.
La decisione venne confermata ed estesa dalla Convenzione Nazionale, la prima assemblea eletta dalla prima repubblica (1792–1804), il 4 febbraio 1794, sotto la guida di Maximilien Robespierre. Essa abolì la schiavitù per legge in patria come nelle colonie e diede a tutti gli ex schiavi eguali diritti agli uomini liberi. Le costituzioni francesi del 1793 e del 1795 includettero anch'esse l'abolizione della schiavitù. La costituzione del 1793 non venne mai applicata, ma quella del 1795 venne implementata e rimase in vigore sino alle nuove costituzioni imperiali di Napoleone. Malgrado le tensioni razziali a Santo Domingo, il governo rivoluzionario francese dell'epoca accolse positivamente l'abolizione della schiavitù per idealismo e ottimismo. L'emancipazione degli schiavi venne vista come un esempio di libertà da parte di altri paesi. Danton, uno dei politici presenti alla riunione della convenzione nazionale, espresse i suoi sentimenti:
"rappresentanti del popolo francese, sino ad ora i nostri decreti di libertà sono stati per noi e solo per noi stessi. Ma oggi li proclamiamo all'universo intero, e generazioni beneficeranno di questo decreto; noi proclamiamo la libertà universale... Stiamo lavorando per le future generazioni; lanciamo la libertà nelle colonie; gli inglesi sono morti, oggi." 
In termini nazionalistici, l'abolizione della schiavitù servì anche da trionfo morale della Francia sull'Inghilterra. L'abolizione della schiavitù a ogni modo non raggiunse ancora lo scopo per cui personaggi come Toussaint Louverture stavano lavorando.
Le forze britanniche che sbarcarono a Santo Domingo nel 1793 erano troppo poco numerose per poter condurre a buon fine una conquista, limitandosi a mantenere solo delle enclavi costiere, con disappunto dei proprietari delle piantagioni che si attendevano per il loro appoggio un aiuto più consistente come pure si stupirono per l'atteggiamento di Sonthonax, il quale per ben due volte rifiutò degli ultimatum dal commodoro John Ford circa la resa di Port-au-Prince. Nel frattempo, le forze spagnole al comando del capitano generale Joaquin Garcia y Moreno marciarono nella Provincia del Nord. Toussaint Louverture, il più abile tra i generali haitiani si unì agli spagnoli, accettando la nomina a ufficiale dell'esercito spagnolo e venendo creato cavaliere dell'Ordine di Carlo III. Il grosso delle forze inglesi alla conquista di Santo Domingo vennero poste sotto la guida del generale Charles Grey e dell'ammiraglio sir John Jervis e salparono da Portsmouth il 26 novembre 1793, essendo quello il periodo più propizio dove muoversi nelle indie occidentali essendo il momento dove le zanzare portatrici della temibile febbre gialla erano più scarse. Giunti nelle Indie occidentali nel febbraio del 1794, Grey scelse di conquistare prima la Martinica, Saint Lucia e Guadalupa e le sue forze al comando del capitano John Whyte giunsero a Santo Domingo solo il 19 maggio 1794. Whyte decise anziché di attaccare direttamente le principali basi francesi di Le Cap e di Port-de-Paix, di marciare verso Port-au-Prince, il cui porto gli era stato riferito possedere 45 navi piene di zucchero che sarebbe stato un validissimo bottino di guerra. Whyte prese Port-au-Prince, ma Sonthonax e le forze francesi ottennero di poter abbandonare la città in cambio del rilascio agli inglesi di quelle 45 navi cariche di zucchero di canna. Dal maggio del 1794, le forze francesi apparivano spezzate in due da Toussaint con Sonthonax al comando a nord e André Rigaud a sud. A questo punto Toussaint, per ragioni rimaste oscure, improvvisamente decise di schierarsi coi francesi e si rivolse contro gli spagnoli giungendo a tendere loro una imboscata mentre si trovavano a messa nella chiesa di San Raphael il 6 maggio. Gli haitiani ben presto riuscirono a scacciare gli spagnoli dall'isola. Toussaint, pur essendo un ex schiavo, sembrò perdonare i "bianchi", ribadendo di star combattendo unicamente per i diritti degli schiavi neri affinché fossero riconosciuti alla stregua di uomini liberi francesi.
Rigaud aveva intercettato gli inglesi a sud, prendendo il villaggio di Léogâne spingendoli nuovamente a Port-au-Prince. Nel corso dell'anno 1794, gran parte delle forze inglesi vennero uccise dalla febbre gialla, il cosiddetto "vomito nero" come lo definirono gli inglesi stessi, e dal loro arrivo a Santo Domingo in due mesi avevano già perso 40 ufficiali e 600 uomini a causa della malattia. Dei 7 000 uomini di Grey alla fine della spedizione, 5 000 moriranno a causa della febbre gialla. Lo storico inglese sir John Fortescue scrisse a tal proposito: "Si sa che dodicimila inglesi vennero sepolti nelle Indie Occidentali nel 1794" anche se tali cifre a oggi appaiono esagerate. Rigaud non riuscì a riconquistare Port-au-Prince, ma il giorno di Natale del 1794, in un attacco a sorpresa riconquistò Tiburon. Gli inglesi persero 300 uomini e i francesi non fecero prigionieri, giustiziando tutti i soldati e i marinai inglesi che si erano arresi. A questo punto, Pitt decise di rinforzare la spedizione lanciando quello che egli stesso definì "la grande spinta" per la conquista di Santo Domingo e del resto delle Indie Occidentali francesi, inviando in loco la più grande forza mai impiegata dagli inglesi all'estero: 30 000 uomini e 200 navi in tutto. Fortescue scrisse che a Londra l'idea di questa spedizione era quella di distruggere "il potere della Francia in quelle isole pestilenziali... solo per scoprire, quando ormai era troppo tardi, che essi furono in grado di distruggere l'esercito inglese". Giunti a questo punto, era ormai opinione pubblica che essere destinati a questa spedizione fosse un andare al massacro e pertanto a Dublino e a Cork i soldati del 104º, 111º, 105º e 112º fanteria si rivoltarono quando seppero di essere destinati a Santo Domingo. La flotta della "grande spinta" lasciò Portsmouth il 16 novembre 1795 ma venne poco dopo fermata da una tempesta e dovette ritornare al porto di origine da cui comunque ripartì nuovamente il 9 dicembre successivo.
Il generale Ralph Abercromby, comandante delle forze incaricate della "grande spinta" nelle Indie Occidentali esitò quando giunse alle Barbados il 17 marzo 1796 prima di inviare delle forze al comando del maggiore generale Gordon Forbes a Port-au-Prince. Il tentativo di Forbes di prendere la città di Leogane si concluse in un disastro dal momento che i francesi avevano fortificato notevolmente la città creando delle palizzate che impedirono allo stesso Forbes di piazzare adeguatamente la sua artiglieria pesante. Il comandante francese, il generale mulatto Alexandre Pétion diede prova di essere un eccellente artigliere, utilizzando i cannoni del suo forte per affondare due delle tre navi di linea al comando dell'ammiraglio Hyde Parker nel porto, prima di rivolgere i suoi cannoni contro le forze degli inglesi; i francesi, dopo una sortita, riuscirono a occupare Port-au-Prince. Nel frattempo, quando giunsero le forze della "grande spinta", altri soldati morirono di febbre gialla. Al 1º giugno 1796, dei 1 000 uomini del 66º reggimento di fanteria, solo 198 non erano infettati da febbre gialla come pure dei 1 000 uomini del 69º fanteria solo 515 si erano salvati. Abercromby predisse che se l'epidemia non si fosse fermata tutti gli uomini dei due reggimenti sarebbero morti entro novembre di quell'anno. A giugno, 10 000 soldati inglesi erano giunti a Santo Domingo, ma al di la di alcune schermaglie presso Bombarde, gli inglesi si mantennero perlopiù attorno a Port-au-Prince e ad alte città lungo la costa. Intanto in patria il governo inglese raccoglieva critiche per l'eccessivo costo della spedizione a Santo Domingo alla Camera dei Comuni e nel febbraio del 1797, il generale John Graves Simcoe giunse a rimpiazzare Forbes con l'ordine di ritirare le forze inglesi a Port-au-Prince. Per gli alti costi finanziari e umani della spedizione, in patria erano molti gli inglesi a chiedere il ritiro della spedizione da Santo Domingo, progetto che si presentava come una macchina mangia soldi senza alcun profitto per l'Inghilterra.
L'11 aprile 1797, il colonnello Thomas Maitland del 62º fanteria sbarcò a Port-au-Prince, e scrisse una lettera a suo fratello nella quale riportava che le truppe inglesi a Santo Domingo stavano per essere "annientate" dalla febbre gialla. Queste morti continuavano a scioccare oltre agli ufficiali anche gli stessi uomini dell'esercito che vedevano quotidianamente i loro compagni d'arme "strozzarsi col loro stesso sangue" o "morire impazzendo". Simcoe utilizzò queste nuove truppe inglesi per respingere gli haitiani guidati da Toussaint, ma in una controffensiva, Toussaint e Rigaud riuscirono a fermare l'attacco riprendendo la fortezza di Mirebalais. Il 7 giugno 1797, Toussaint attaccò Fort Churchill in un assalto che divenne noto per la professionalità con cui venne condotto come pure per la sua ferocia. Sotto un forte fuoco d'artiglieria nemico, gli haitiani posero delle scale sui muri e vennero respinti quattro volte con pesanti perdite. Per quanto Toussaint alla fine risultasse sconfitto, gli inglesi rimasero demoralizzati dal fatto che Toussaint fosse riuscito a guidare un gruppo di ex schiavi senza alcuna esperienza militare che avevano saputo però confrontarsi con un vero e allenato esercito europeo. Nel luglio del 1797, Simcoe e Maitland salparono alla volta di Londra per chiedere un ritiro totale delle truppe inglesi da Santo Domingo, tesi che fu così persuasiva che nel marzo del 1798 Maitland poté fare ritorno con un mandato di ritiro delle truppe, almeno da Port-au-Prince. Il 10 maggio 1798, Maitland si incontrò con Toussaint per accordarsi per un armistizio, e il 18 maggio gli inglesi lasciarono Port-au-Prince. Il morale degli inglesi era a terra e lo fu ancora di più quando si seppe che Toussaint aveva ripreso Port-au-Prince, e Maitland aveva deciso di abbandonare tutta l'isola scrivendo che la spedizione era stata un completo disastro e che il ritiro fosse l'unica cosa sensata da fare. Il 31 agosto, Maitland e Toussaint siglarono un accordo dove, in cambio dell'abbandono di Santo Domingo da parte degli inglesi, Toussaint promise di non propagare la rivolta di schiavi anche in Giamaica, una delle principali colonie inglesi nei Caraibi. Tra il 1793 e il 1798, la spedizione a Santo Domingo aveva avuto un costo per le casse inglesi di 4 000.000 di sterline e 100 000 morti in totale.
Dopo la partenza degli inglesi, Toussaint rivolse la sua attenzione a Rigaud. Nel marzo del 1797, il Direttorio scatenò i pirati francesi contro le navi americane, portando a una quasi-guerra tra Francia e Stati Uniti con la marina statunitense che si mise a dare sistematicamente la caccia alle navi francesi che assaltavano i mercanti delle ex tredici colonie. Anche se gli Stati Uniti si erano dimostrati ostili nei confronti degli ideali di Toussaint, la marina militare statunitense si accordò per dare il proprio supporto agli haitiani con la fregata USS General Greene al comando del capitano Christopher Perry per dare il supporto adeguato agli haitiani di Toussaint nell'assedio della città di Jacmel, occupata dalle forze francesi di Rigaud. L'11 marzo 1800, Toussaint prese Jacmel e Rigaud venne costretto a rifugiarsi sulla scuna francese La Diana. Toussaint mantenne la sua lealtà alla Francia, ma pur coi migliori intenti, reggeva Santo Domingo da dittatore.
È stato recentemente stimato che la ribellione degli schiavi portò alla morte di 350 000 haitiani e 50 000 europei in tutto. Secondo l'Encyclopedia of African American Politics, "Tra il 1791 e l'indipendenza del 1804 circa 200 000 neri morirono, come pure centinaia di mulatti e circa 100 000 tra soldati francesi e inglesi." La febbre gialla fu la principale causa di queste morti. Geggus ha evidenziato come 3 uomini su 5 delle truppe inglesi vennero uccise dalla malattia tra il 1791 e il 1797. Alcuni hanno considerato queste cifre come esagerate, ma il dibattito storiografico rimane comunque acceso.

## La leadership di Louverture

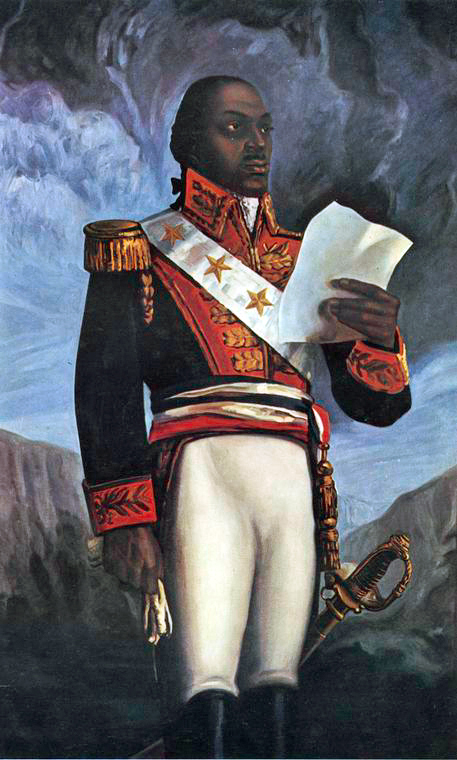
Il generale Toussaint Louverture.

Uno dei comandanti di maggiore successo di queste operazioni fu sicuramente Toussaint Louverture, un ex schiavo domestico che aveva ricevuto un'ottima educazione personale. Come Jean François e Biassou, inizialmente combatté con la corona spagnola. Dopo che gli inglesi ebbero invaso Santo Domingo, Louverture decise di combattere per i francesi se si fossero accordati per liberare tutti gli schiavi. Sonthonax proclamò la fine della schiavitù sull'isola il 29 agosto 1792. Louverture lavorò al fianco di un generale francese, Étienne Laveaux, per assicurarsi la liberazione di tutti gli schiavi. Louverture abbandonò l'esercito spagnolo a est e portò le sue forze nelle file dei francesi il 6 maggio 1794 dopo che gli spagnoli si erano rifiutati di sottoscrivere la fine della schiavitù.
Sotto la guida militare di Toussaint, gli ex schiavi riuscirono a espellere le forze spagnole dall'isola. Alla fine, Toussaint essenzialmente restaurò il controllo francese su Santo Domingo. Louverture era un uomo molto intelligente, organizzato e articolato. Resosi il padrone dell'isola, a ogni modo, Toussaint non voleva concedere troppo potere alla Francia. Egli incominciò pertanto a reggere il paese come un'entità autonoma. Louverture dovette fronteggiare diversi rivali a livello locale tra cui il commissario Sonthonax, un francese bianco che si era guadagnato il supporto di diversi haitiani, opponendosi a Louverture; André Rigaud, un ex schiavo liberato che aveva combattuto per mantenere il controllo del sud dell'isola nella Guerra dei Coltelli; e infine il conte d'Hédouville. Toussaint sconfisse gli inglesi nel 1798 e guidò una nuova spedizione per liberare altri schiavi a Santo Domingo tra il dicembre 1800 e il gennaio del 1801.
Nel 1801, Louverture decise di proclamare una costituzione per Santo Domingo che lo decretava governatore a vita e stabiliva la sovranità dei neri sullo stato con l'abolizione perpetua della schiavitù. In risposta, Napoleone Bonaparte inviò un corpo di spedizione militare di soldati francesi e navi da guerra sull'isola, guidato da suo cognato Charles Leclerc, per restaurare appieno il governo francese su Santo Domingo. I francesi avevano inoltre segretamente il compito di restaurarvi la schiavitù. Bonaparte ordinò che Toussaint fosse comunque trattato con rispetto sino a quando i francesi non avessero avuto il completo controllo dell'isola; dopo di ciò, Toussaint avrebbe dovuto essere condotto a Le Cap e li arrestato; se l'operazione fosse fallita, Leclerc avrebbe dovuto condurre "una guerra sino alla morte" senza alcuna pietà nei confronti di tutti i seguaci di Toussaint. Una volta completato l'obiettivo, si sarebbe emesso un decreto per il restauro della schiavitù. I numerosi soldati francesi sarebbero stati assistiti dalle truppe dei mulatti Alexandre Pétion e André Rigaud, che già tre anni prima erano stati sconfitti da Toussaint ed erano in cerca di vendetta.
I francesi giunsero il 2 febbraio 1802 a Le Cap col comandante haitiano Henri Christophe che ebbe l'ordine da Leclerc di restituire la città ai francesi. Quando Christophe si rifiutò, i francesi assaltarono Le Cap e gli haitiani preferirono mettere a fuoco e fiamme la città piuttosto che arrenderla nelle mani dei francesi. Leclerc inviò a Toussaint delle lettere ove promise: "Non abbiate alcun tipo di preoccupazione per la vostra fortuna personale. Verrà salvaguardata a vostro nome come già fatto da voi in persona. Non preoccupatevi nemmeno della libertà dei vostri cittadini". Dal momento che Toussaint ancora non si presentava a Le Cap, Leclerc emise un proclama il 17 febbraio 1802: "Il generale Toussaint e il generale Christophe sono proclamati fuorilegge; tutti i cittadini hanno l'ordine di dare loro la caccia e trattarli come ribelli della Repubblica Francese". Il capitano Marcus Rainsford, un ufficiale inglese in visita a Santo Domingo, osservò l'allenamento delle truppe haitiane scrivendo: "Con un sol fischio, un'intera brigata era pronta a correre per tre o quattro iarde di distanza, cambiando velocemente posizione [...] Questi movimenti erano eseguiti con una tale facilità e precisione da rendere completamente inefficace l'intervento della cavalleria". In una lettera a Jean-Jacques Dessalines, Toussaint descrisse il suo piano per sconfiggere i francesi: "Non dimentichiamo, mentre attendiamo la stagione delle piogge, che non abbiamo altra risorsa che la distruzione e il fuoco. Teniamo a mente il fatto che il suolo non dobbiamo lasciarlo ai nostri nemici nemmeno con una minima speranza di sussistenza. [...] dobbiamo bruciare e annientare ogni cosa di modo che coloro che ci avevano ridotto in schiavitù abbiano dinanzi ai loro occhi l'immagine dell'inferno che hanno scatenato". Gli haitiani infatti incendiarono Léogâne e uccisero tutti i francesi presenti tanto che lo storico C. L. R. James scrisse a tal proposito: "Uomini, donne e bambini, come pure ogni bianco che venisse loro alle mani, venne massacrato. Venne inoltre impedita ogni sepoltura, lasciando pigne di corpi a decomporsi al sole per incutere terrore alle colonne militari di francesi che li avessero visti", come avevano imparato dai loro padroni bianchi. I francesi, dal canto loro, si mostrarono largamente stupiti del comportamento degli haitiani che apparivano così poco desiderosi di tornare sotto il governo dei loro "naturali padroni". Il generale Pamphile de Lacroix, visibilmente scioccato dopo aver visto le rovine di Leogane, scrisse: "L'hanno ricolmata di corpi" "che ancora conservano le loro fattezze e il loro corpo, ma il gelo della morte è chiaramente dipinto nei loro volti".
Leclerc ordinò a quattro colonne militari francesi di marciare su Gonaives, la principale base haitiana. Una di queste colonne francesi era comandata dal generale Donatien de Rochambeau, un suprematista bianco e sostenitore della necessità di ripristinare la schiavitù che detestava gli haitiani desiderosi della loro libertà e fu proprio Rochambueau che Toussaint cercò di fermare a Ravin-a-Couleuvre, una gola molto stretta presso le montagne interne di Haiti che gli stessi haitiani avevano riempito di tronchi tagliati per fermare il passaggio dei francesi. Nella successiva Battaglia di Ravine-à-Couleuvres, dopo sei ore di fieri combattimenti corpo a corpo senza vittorie da ambo i lati, i francesi alla fine ebbero la meglio ma con pesanti perdite. Durante la battaglia, Toussaint personalmente prese parte agli scontri guidando i suoi uomini alla carica contro i francesi. Dopo aver perso 800 uomini, Toussaint ordinò la ritirata.
Gli haitiani quindi pensarono di bloccare i francesi presso un forte costruito a suo tempo dagli inglesi tra i monti centrali, chiamato Crête-à-Pierrot, in una battaglia che divenne un episodio epico nella storia di Haiti. Mentre Toussaint si allontanava, lasciò Dessalines al comando di Crête-à-Pierrot, da dove poteva controllare l'arrivo delle colonne francesi verso il forte. Dessalines si pose davanti ai suoi uomini salendo su un barile di polvere da sparo con in mano una torcia accesa e disse: "Stiamo per essere attaccati e se un francese mettesse mai piede qui, farò saltare tutto", e i suoi uomini risposero in coro "Moriremo per la libertà!". La prima delle colonne francesi a palesarsi al forte fu quella comandata dal generale Jean Boudet, la quale combatté alacremente sino a quando non riuscirono a raggiungere un profondo fossato scavato appositamente per difesa dagli haitiani. Quando i francesi tentarono di oltrepassare questo fossato, Dessalines ordinò ai suoi uomini di aprire il fuoco in una imboscata, colpendo i francesi con moschetti e colpi d'artiglieria, infliggendo pesanti perdite agli attaccanti. Il generale Boudet stesso rimase ferito e dovette ritirarsi col restante degli uomini rimastigli. Il successivo comandante francese che tentò l'assalto al fossato fu il generale Charles Dugua, che poco dopo venne seguito da una colonna guidata dal generale Leclerc in persona. Tutti gli assalti dei francesi si risolsero in un totale fallimento, e dopo il fallimento dell'ultimo attacco, gli haitiani decisero di caricare direttamente i francesi dando loro il colpo finale. Il generale Dugua rimase ucciso, Leclerc venne ferito e i francesi persero in un sol colpo 800 uomini. L'ultima colonna francese ad arrivare fu quella comandata da Rochambeau, la quale portava con sé dell'artiglieria pesante che riuscì a schiacciare quella haitiana, anche se il suo tentativo di attacco si risolse alla fine in un fallimento con 300 dei suoi uomini uccisi sul campo. Nei giorni successivi, i francesi continuarono a bombardare e assaltare il forte, venendo sempre respinti. Dopo venti giorni di assedio e con la scarsità di viveri e munizioni, comunque, Dessalines venne costretto a ordinare ai suoi uomini di abbandonare il forte la notte del 24 marzo 1802. I francesi, pur avendo vinto, avevano lasciato sul campo 2 000 uomini.
Dopo la Battaglia di Crête-à-Pierrot, gli haitiani abbandonarono il classico modo di guerreggiare e si diedero alla guerriglia, rendendo insicuri tutti i francesi da Le Cap alla valle di Artibonite. Col mese di marzo e l'arrivo della stagione delle piogge a Santo Domingo, incominciarono a raccogliersi pozze di acqua stagnante che portarono alla nascita di numerose zanzare portatrici poi della temuta febbre gialla. Alla fine di marzo, 5 000 soldati francesi erano già morti di febbre gialla e altri 5 000 si trovavano ospedalizzati a causa della medesima malattia, portando Leclerc a scrivere sempre più preoccupato nel suo diario: "È' giunta la stagione delle piogge. Le mie truppe sono sfinite per la fatica e per la malattia".
Il 25 aprile 1802, la situazione cambiò radicalmente quando Christophe decise di abbandonare l'esercito haitiano e di appoggiare i francesi. A Louverture questi promise la libertà se si fosse accordato per cedergli le truppe rimastegli fedeli. Louverture accettò il compromesso il 6 maggio 1802. Toussaint appariva ormai stanco dopo 11 anni di guerre e questo può oggi forse spiegare questa sua azione. Nei termini della resa, Leclerc diede solennemente la propria parola che la schiavitù non sarebbe stata mai più ripristinata a Santo Domingo e che gli ufficiali neri potevano essere considerati alla stregua degli ufficiali francesi bianchi, permettendo così all'esercito haitiani di venire integrato in quello francese, concedendo inoltre a Toussaint una piantagione a Ennery. Toussaint venne successivamente arrestato, portato su una nave e spedito in Francia. Morì mesi dopo nella prigione di Fort-de-Joux nella regione dello Jura. Poco dopo, Dessalines cedette Le Cap alla Francia e venne ricompensato con la carica di governatore di Saint-Marc, incarico che mantenne con crudeltà. A ogni modo, la resa di Christophe, Toussaint e Dessalines non pose fine alla resistenza haitiana. Nelle campagne, la guerriglia continuò e i francesi continuarono a riscontrare profondi ostacoli al loro governo. Rochambeau dal canto suo applicò in questo periodo un nuovo metodo di sua invenzione per eseguire esecuzioni di massa nei confronti dei ribelli, metodo che egli chiamò "affumicazione in bagni solforosi", uccidendo centinaia di haitiani detenuti nelle navi facendo bruciare dello zolfo per produrre diossido di zolfo per soffocarli.

## La resistenza alla schiavitù

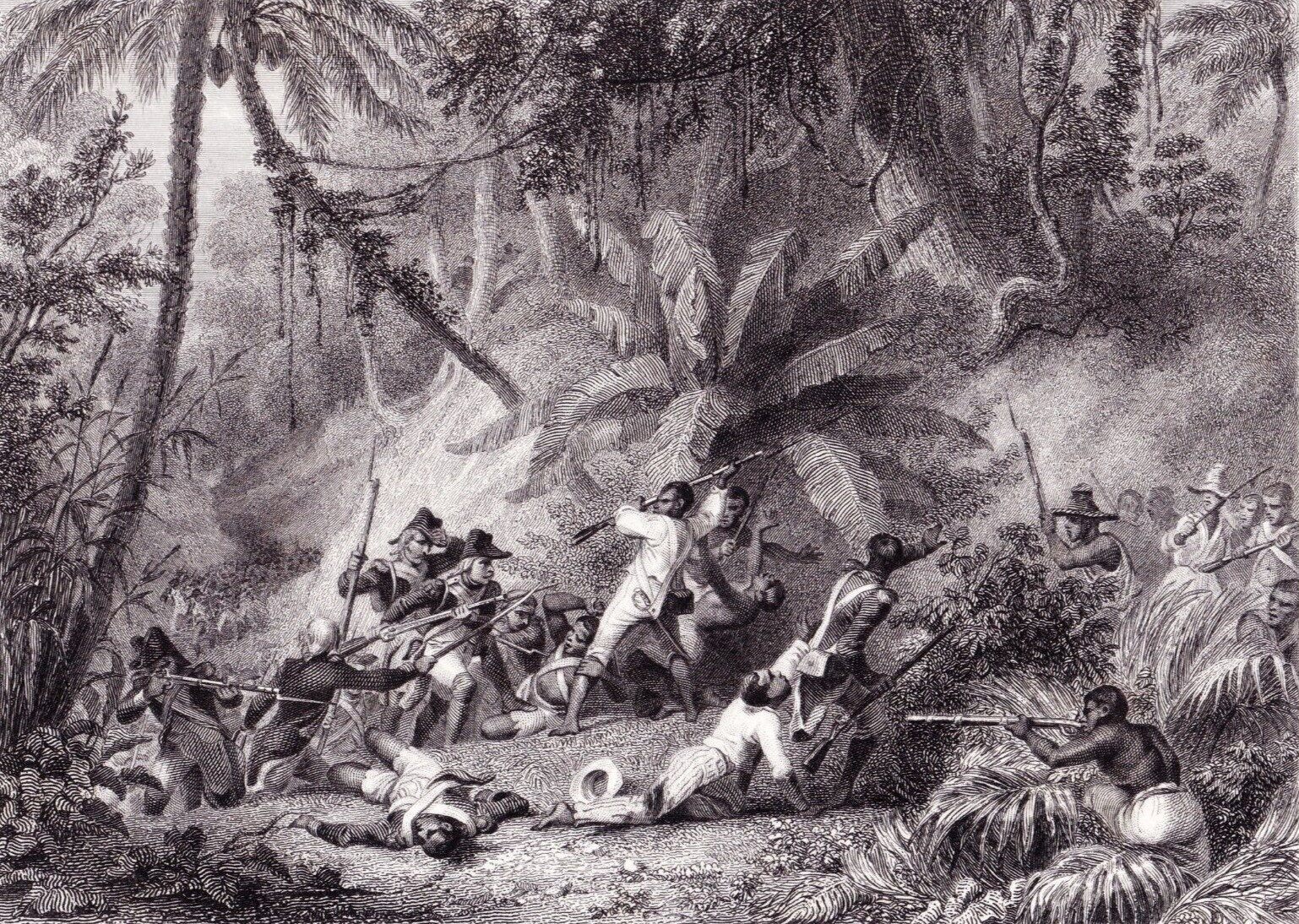
La battaglia a "Snake Gully" nel 1802.

Per alcuni mesi sotto il dominio napoleonico l'isola fu tutto sommato pacifica, ma quando divenne palese l'intento dei francesi di ripristinare la schiavitù (come avevano quasi fatto a Guadalupa), i coltivatori neri si rivoltarono nell'estate del 1802. La febbre gialla aveva decimato i francesi; a metà di luglio del 1802, i francesi avevano perduto circa 10 000 uomini per malattia. Dal settembre di quell'anno, Leclerc scrisse nel suo diario di avere a propria disposizione solo 8 000 uomini validi in quanto la febbre aveva decimato gli altri. Molti soldati francesi in realtà erano polacchi, dal momento che 5 000 volontari dalla Polonia stavano prestando servizio in due brigate dell'esercito francese. Molti polacchi credevano che combattendo per la Francia, Bonaparte li avrebbe ricompensati con la restaurazione dell'indipendenza polacca dalla Russia, ponendo così fine alla Terza Partizione della Polonia del 1795. Dei 5 000 polacchi, circa 4 000 morirono di febbre gialla. Un proprietario di piantagioni francese scrisse dei soldati polacchi: "Dieci giorni dopo lo sbarco di questi splendidi reggimenti, più della metà di loro venne falciata dalla febbre gialla; cadevano man mano che avanzavano col sangue che fuoriusciva dalle loro narici, dalla bocca e dagli occhi... era orribile a vedersi!". Alcuno polacchi morirono in battaglia. Nella battaglia di Port Sault, il terzo battaglione polacco combatté contro circa 200 haitiani in una imboscata coi loro moschetti Uno storico notò che "i polacchi, piuttosto che agire singolarmente, erano soliti procedere in una massa compatta verso l'obbiettivo". Gran parte di questi soldati polacchi venne uccisa dagli haitiani, fatto che portò Rochambeau ad ammettere il grande coraggio da loro dimostrato in questa pericolosa operazione. Quando si seppero i reali intenti dei francesi, a ogni modo, alcuni soldati polacchi preferirono combattere per gli schiavi piuttosto che per gli schiavisti.
Con lo scoppio della nuova rivolta anti-schiavista si registrarono alcune importanti defezioni dallo schieramento francese. Nell'ottobre 1802 Pétion e Clervaux attaccarono la piazzaforte francese di Le Cap che per poco non capitolò. In rappresaglia all'offensiva degli insorti Leclerc ordinò di affogare nel porto della città i 1 200 soldati neri della guarnigione locale. Poche settimane dopo anche Dessalines e Christophe si unirono alla lotta contro i francesi. A fine mese Leclerc venne colpito dalla febbre gialla e morì in pochi giorni.
Il suo successore, il visconte di Rochambeau, consapevole di non poter più vincere, condusse una campagna ancora più brutale. Egli infatti pianificò una vera e propria campagna di terrore contro gli haitiani, scagliandosi sia contro chi combatteva i francesi sia contro i civili inermi. Rochambeau importò circa 15 000 cani da guerra dalla Giamaica che erano stati allenati ad attaccare i neri e i mulatti. Nella baia di Le Cap, Rochambeau fece annegare diversi schiavi neri, e per mesi nessuno poté mangiare il pesce della baia in quanto si era diffusa la notizia secondo la quale i pesci locali si sarebbero cibati di carne umana. Bonaparte, saputo che gran parte del suo esercito a Santo Domingo era morto di febbre gialla e che i francesi ora mantenevano unicamente il possesso di Port-au-Prince, Le Cap e Les Cayes inviò altri 20 000 uomini di rinforzo a Rochambeau.
Dessalines rispose a Rochambeau con altrettanta crudeltà. A Le Cap, quando Rochambeau fece impiccare 500 schiavi neri, Dessalines replicò uccidendo 500 bianchi e ponendo le loro teste su delle picche tutte attorno a Le Cap così che i francesi potessero vedere ciò che li attendeva. Le atrocità di Rochambeau ben presto portarono molti ex realisti a unirsi alla causa dei ribelli. Anche gli haitiani del resto ebbero delle defezioni a causa dei metodi di risposta ritenuti da alcuni eccessivamente brutali come il bruciare vivi alcuni prigionieri, il farli a pezzi vivi con asce o il segarli in due. Avendo venduto il territorio della Louisiana agli Stati Uniti nell'aprile del 1803, Napoleone perse gran parte del proprio interesse nell'emisfero occidentale delle Americhe e si dimostrò ora maggiormente concentrato sugli eventi europei dove stava fronteggiando Gran Bretagna e Prussia alleate. Di fronte a questi fatti, l'imperatore diede ordine di ritirare la maggior parte delle forze di Haiti per contrastare l'invasione di Prussia, Gran Bretagna e Spagna che miravano a indebolire la Francia.
Dopo lo scoppio della guerra il 18 maggio 1803 con gli inglesi, Napoleone non fu più in grado di inviare regolari rinforzi a Haiti e la Royal Navy inviò in loco immediatamente uno squadrone di spedizione sotto la guida di sir John Duckworth dalla Giamaica per tagliare le comunicazioni ai francesi e catturare o distruggere le navi da guerra francesi presenti nei porti della colonia. Il blocco di Santo Domingo non solo impedì ai francesi di ricevere i rifornimenti provenienti dalla Francia, ma consentì agli inglesi di consegnare armi agli haitiani. Intrappolato e coinvolto ancora loro malgrado in una guerra di razze, con gran parte dell'esercito morente di febbre gialla, Rochambeau cadde a pezzi. Perse completamente interesse nella gestione del suo esercito e come scrisse James si "lasciò andare ai piaceri sessuali, ai balli militari, ai banchetti e all'accumulare una fortuna personale".
Lo squadrone della Royal Navy bloccò ben presto i porti francesi di Cap Français e Môle-Saint-Nicolas nella costa nord della colonia. Nell'estate del 1803 Santo Domingo era ormai completamente nelle mani delle forze haitiane al comando di Jean-Jacques Dessalines. Nel nord del paese, le forze francesi si trovarono isolate nei due grandi porti di Cap Français e Môle-Saint-Nicolas e in alcuni piccoli insediamenti minori.
Il 28 giugno, lo squadrone incontrò un convoglio francese proveniente da Les Cayes e diretto a Môle-Saint-Nicolas, di cui riuscì a catturare una nave mentre le altre fuggirono. Due giorni più tardi una fregata francese venne catturata nelle medesime acque. Il 24 luglio uno squadrone britannico intercettò il grosso dello squadrone francese proveniente da Cap Français, il quale stava tentando di forzare il blocco per raggiungere la Francia. Gli inglesi, guidati dal commodoro John Loring riuscirono ad avere la meglio, ma una nave francese oltrepassò la linea e riuscì a fuggire. Un'altra nave di linea rimase intrappolata nella costa e venne catturata dagli haitiani. Il resto dello squadrone venne costretto a combattere altre due battaglie prima di raggiungere il porto spagnolo di Coruña.
L'8 ottobre 1803, i francesi abbandonarono Port-au-Prince dal momento che Rochambeau aveva deciso di concentrare il resto del suo esercito a Le Cap. Dessalines marciò a Port-au-Prince, dove venne accolto come eroe da 100 bianchi. Dessalines li ringraziò della loro gentilezza nel credo dell'eguaglianza razziale, ma concluse dicendo che il trattamento riservato ai suoi uomini da parte dei francesi era stato meno che umano e per questo prontamente li fece tutti impiccare. Il 3 novembre, la fregata HMS Blanche catturò uno schooner di rifornimento presso Cap Français. Il 16 novembre 1803, Dessalines incominciò ad attaccare la periferia di Le Cap L'ultima battaglia via terra della rivoluzione haitiana, la battaglia di Vertières, si svolse il 18 novembre 1803, presso Cap-Haïtien, tra l'esercito di Dessalines e il rimanente delle forze dell'esercito coloniale francese sotto la guida del visconte di Rochambeau; gli schiavi ribelli e i rivoluzionari liberati vinsero la battaglia. Perry osservò come a questo punto da entrambi i fronti si fosse rilevato un "briciolo di pazzia" verso la guerra, e sia i francesi sia gli haitiani combatterono con coraggio incessante preferendo morire in battaglia piuttosto che lentamente per febbre gialla o per tortura del nemico.
Rochambeau vide che la sconfitta era inevitabile e dovette pertanto arrendersi al comandante inglese. Il commodoro Loring a ogni modo si rifiutò di concedere ai francesi il permesso di salpare e si accordò con Dessalines per deportarli altrove. La notte del 30 novembre 1803, 8 000 soldati francesi e centinaia di civili bianchi vennero portati a bordo di navi inglesi e destinati altrove. Una delle navi di Rochambeau fu quasi sul punto di incagliarsi lasciando il porto e fu possibile salvare 900 persone a bordo. A Môle-Saint-Nicolas, il generale Louis de Noailles si rifiutò di arrendersi e preferì salpare alla volta dell'Avana, a Cuba, con una flotta di piccoli vascelli, il 3 dicembre, ma venne intercettato e ferito a morte da una fregata della Royal Navy. Poco dopo i pochi francesi presenti ancora a Santo Domingo decisero di arrendersi alla Royal Navy per scampare al massacro dell'esercito haitiano. Nel frattempo, Dessalines guidò la ribellione al completamento e le forze francesi risultarono completamente sconfitte alla fine del 1803.
Il 1º gennaio 1804, dalla città di Gonaïves, Dessalines ufficialmente dichiarò l'indipendenza dell'ex colonia rinominandola "Haiti" in riferimento al nome adottato dalla popolazione indigena degli Arawak. Anche se egli rimase in carica dal 1804 al 1806, Haiti affrontò in questo periodo numerosi cambiamenti, per quanto la Francia ancora tardasse a riconoscere la perdita della propria colonia. Haiti, chiamata "la perla delle Antille", la più ricca delle colonie francesi, era ora una terra impoverita e la sua economia era in rovina dopo la rivoluzione, con la continua minaccia della lotta interna ben più difficile da sedare tra neri e mulatti; Haiti non si riprese mai a livello economico dopo la guerra. Gli haitiani pagarono a caro prezzo la loro libertà perdendo circa 200 000 uomini tra il 1791 e il 1803 e, a differenza di molti europei uccisi dalla febbre gialla, gli haitiani furono vittime di violenze.

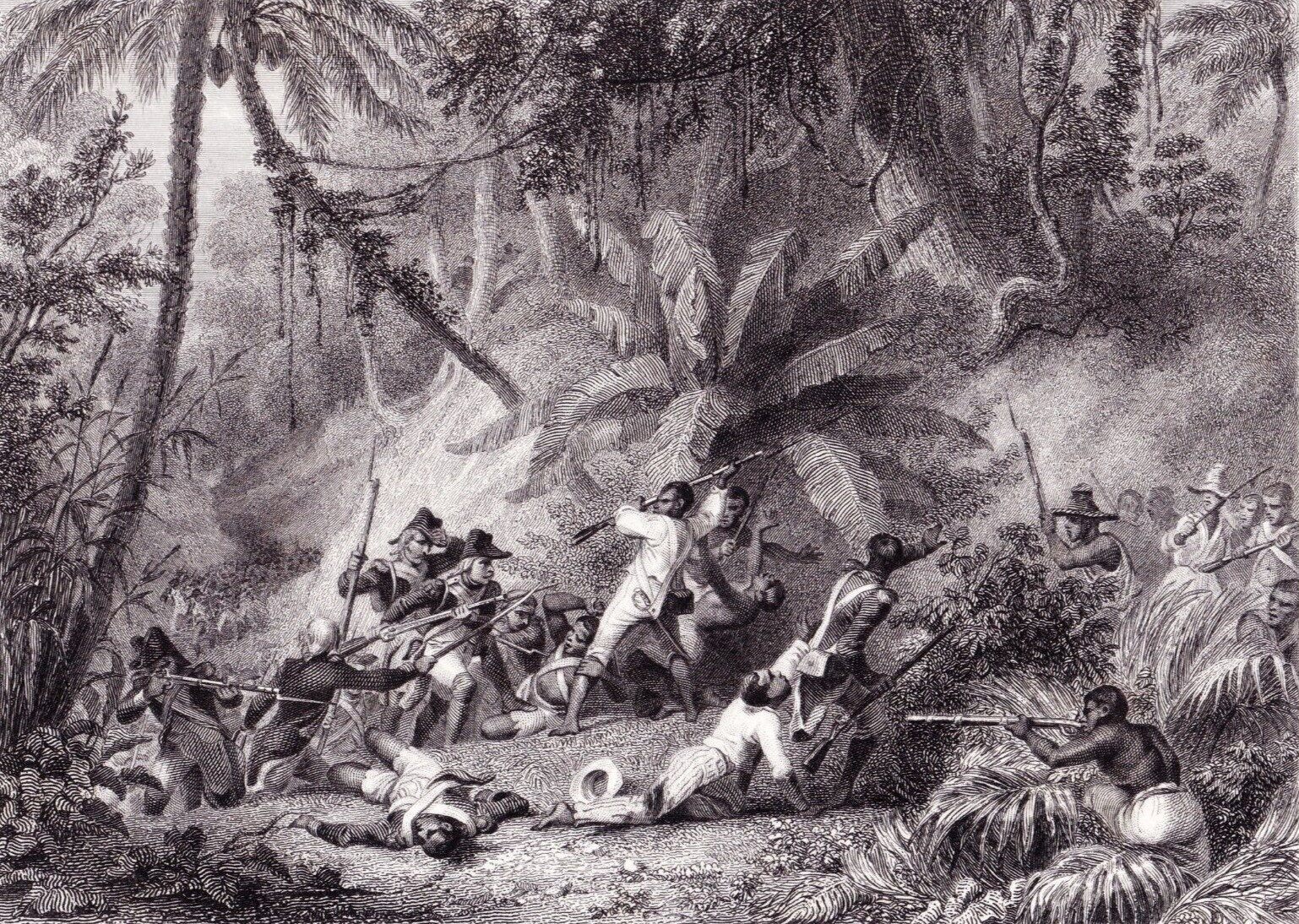
La battaglia di Vertières del 1803.

## Un impero indipendente
Il 1º gennaio 1804, Dessalines, che sarebbe diventato il nuovo capo di Stato sulla base della costituzione dittatoriale del 1805, dichiarò Haiti un impero indipendente nel nome del popolo haitiano, fatto che venne poi seguito dal massacro dei bianchi rimanenti sull'isola. Il segretario di Dessalines, Boisrond-Tonnerre disse: "Per la nostra dichiarazione d'indipendenza, dovremmo avere la pelle di un bianco per pergamena, il suo cranio per porta inchiostro, il suo sangue per inchiostro e una baionetta come penna!" 
L'Impero di Haiti fu la prima nazione indipendente dell'America Latina, la prima nazione al mondo guidata da persone di colore nell'epoca post-coloniale, nonché l'unica nazione che raggiunse l'indipendenza grazie a una ribellione di schiavi. La nazione appariva però piagata da anni di guerra, con l'agricoltura devastata e il commercio ormai completamente inesistente. L'intero paese necessitava una completa ricostruzione.
Dessalines si proclamò imperatore della nuova nazione, prendendo il nome di Giacomo I.
Per realizzare il suo obiettivo, Dessalines adottò un'organizzazione economica della servitù. Egli proclamò che tutti i cittadini dovessero appartenere a una delle due uniche categorie sociali ammesse, lavoratori o soldati. Egli successivamente proclamò un editto secondo il quale tutti i lavoratori dovevano essere legati a una loro specifica piantagione.
Per evitare a ogni modo che questa nuova forma di lavoro coatto fosse confusa con la schiavitù, Dessalines abolì espressamente l'uso della frusta. Le ore lavorative giornaliere vennero ridotte di un terzo. Dessalines aveva per obbiettivo la produzione di beni per la nazione e questi non potevano del resto che provenire direttamente ancora una volta dalle piantagioni. A ogni modo spesso i lavoratori non erano d'accordo con questo regime di lavoro e quindi alcuni coordinatori incominciarono a sfruttare delle liane al posto delle classiche fruste per persuadere i lavoratori a continuare a svolgere la loro attività. Dessalines riportò dunque il popolo haitiano alla schiavitù, ma riuscì a ricostruire buona parte del paese innalzando i livelli di produzione.
Temendo il ritorno delle forze francesi, Dessalines cercò innanzitutto di mantenere e di espandere un notevole esercito. Durante la sua reggenza imperiale, circa il 10% degli uomini presenti sull'isola erano impiegati nelle forze armate. Successivamente, Dessalines ordinò la costruzione di notevoli fortificazioni nell'isola come ad esempio la Citadelle Laferrière anche se molti storici successivi dissero che proprio questa eccessiva militarizzazione creò poi problemi all'isola. In effetti, con l'impiego della maggior parte dei giovani nell'esercito, le piantagioni rimasero prive della principale forza lavoro per il loro funzionamento.
Haiti inoltre, avendo sterminato la popolazione bianca, si trovava priva di una classe intelletuale, una nazione libera ma con altissimi tassi di analfabetismo. Inoltre la Francia non riconobbe l'indipendenza mentre gli Stati Uniti e le altre nazioni europee, inorridite dalla violenza e temendo altre rivolte di schiavi, posero un embargo su Haiti.

L'imperatore Dessalines venne ucciso nel 1806 in una sollevazione orchestrata dai suoi luogotenenti e l'Impero di Haiti venne diviso in due, formando lo Stato di Haiti a nord e la Repubblica di Haiti a sud.

Sotto la presidenza di Jean-Pierre Boyer, Haiti si trovò a dover pagare i danni di riparazione agli ex schiavisti francesi che nel 1825 avanzarono la strabiliante richiesta di 150 000 000 di franchi, ridotti nel 1838 a 60 000.000 di franchi. Questo pagamento fu necessario alla Francia per riconoscere l'indipendenza del paese. Con ordinanza del 17 aprile 1825, il re di Francia quindi rinunciò ai propri diritti di sovranità su Santo Domingo e riconobbe ufficialmente l'indipendenza di Haiti.
Boyer credeva che fosse necessario cedere a queste richieste perché il paese non sarebbe potuto crescere sotto la costante minaccia di un'invasione francese. L'indennità da pagare, a ogni modo, portò alla bancarotta l'economia haitiana e il tesoro di stato. Haiti venne costretta a chiedere dei prestiti alle banche francesi, impedendo così de facto a Haiti di prosperare. Le forze haitiane, guidate da Boyer, invasero la vicina Repubblica Dominicana nel febbraio del 1822 portando a 22 anni di occupazione dell'area.
La fine della rivoluzione haitiana nel 1804 segnò anche la fine del colonialismo sull'isola. A ogni modo, il conflitto sociale coltivato sotto il periodo della schiavitù continuò ad affliggere la popolazione negli anni a venire. La rivoluzione infatti aveva lasciato al loro posto gli affranchi che continuarono a reggere il paese col supporto dell'esercito. 

La Francia continuò il sistema schiavista nella Guiana francese, nella Martinica e a Guadalupa.

## Il massacro dei francesi del 1804

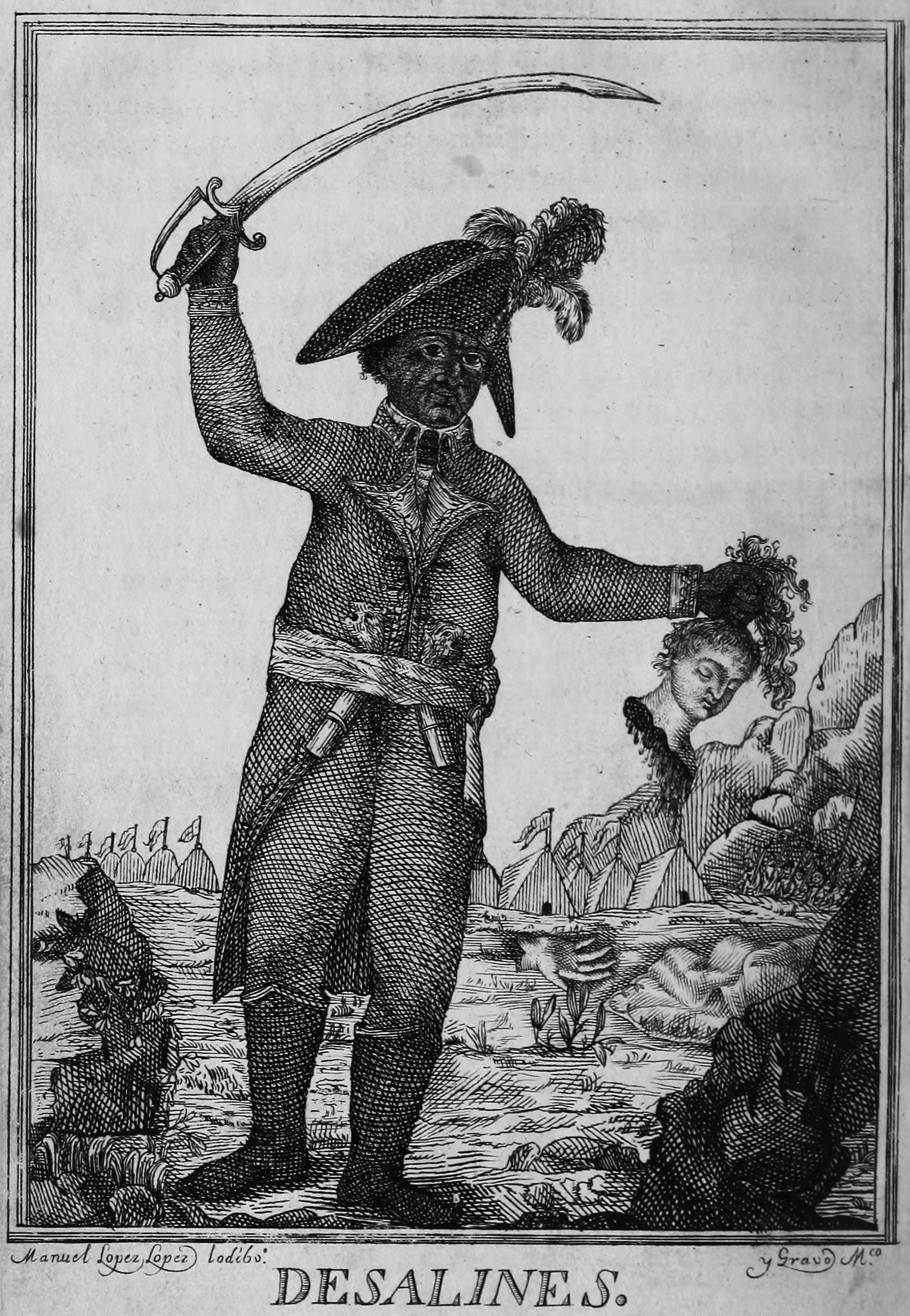
Incisione del 1806 raffigurante Jean-Jacques Dessalines. Il generale è rappresentato con la spada levata in una mano e la testa di una donna bianca nell'altra.

Nel 1804 venne condotto un massacro contro il resto della popolazione bianca dei coloni francesi sull'isola oltre a lealisti, traditori della rivoluzione, tutti uccisi per ordine di Jean-Jacques Dessalines, che dichiarò i francesi novelli barbari, chiedendo vendetta per i crimini da loro commessi. Il massacro (che ebbe luogo sull'intero territorio di Haiti) si svolse dall'inizio di febbraio del 1804 sino al 22 aprile 1804. Tra febbraio e marzo, Dessalines viaggiò tra le città di Haiti per assicurarsi che gli ordini venissero portati avanti senza problemi. Malgrado i suoi ordini, a ogni modo, molti dei massacri non vennero eseguiti sin quando egli personalmente non fu presente in città.
Il corso degli eventi fu sempre il medesimo: prima dell'arrivo di Dessalines vi erano sempre solo pochi massacri malgrado gli ordini dati. All'arrivo di Dessalines, egli dapprima teneva un discorso pubblico sulle atrocità commesse dalle autorità francesi, con a capo personaggi come Rochambeau e Leclerc, dopo di che chiedeva che i suoi ordini sulle esecuzioni di massa fossero rispettati. Queste uccisioni avevano luogo nelle strade o nei luoghi appena fuori città. Parallelamente alle uccisioni si verificavano saccheggi e stupri di massa.
Donne e bambini solitamente venivano uccisi per ultimi. Le donne "spesso venivano stuprate o costrette a matrimoni forzosi per essere risparmiate dalla morte".
Dalla fine di aprile del 1804, tra le 3 000 e le 5 000 persone vennero uccise, deradicando praticamente la popolazione bianca dell'isola. Dessalines aveva specificatamente detto che la Francia era "il vero nemico della nuova nazione". Questa frase permise ad alcune categorie di bianchi di avere salva la vita perché ricusarono la Francia: i soldati polacchi che disertarono l'esercito francese, un gruppo di coloni tedeschi del nord-ovest che qui abitavano da prima della rivoluzione, vedove di soldati francesi che avevano avuto il permesso di mantenere la loro proprietà; alcuni uomini prescelti; e un gruppo di dottori e professionisti perché ritenuti utili. Vennero risparmiate anche delle persone che avevano contatti coi notabili haitiani, come pure quelle donne che accettarono di sposare degli uomini non bianchi. Nella costituzione del 1805 venne stabilito che tutta la popolazione fosse da considerarsi nera, naturalizzando in questa condizione anche tedeschi e polacchi, dal momento che l'art. XII proibiva ai bianchi "non haitiani" di avere il possesso della terra.

## Impatto
Gli storici continuano ancora oggi a dibattere sull'importanza della rivoluzione haitiana. David Geggus si è chiesto: "Quanta differenza ha fatto?", concludendone "ben poca" dal momento che la schiavitù continuò a fiorire nell'emisfero occidentale per i decenni successivi.
Altri storici hanno invece detto che la rivoluzione haitiana fu quella che più di ogni altra influenzò le ribellioni di schiavi negli Stati Uniti e nelle colonie britanniche. La più grande rivolta di schiavi negli Stati Uniti fu la Sollevazione della Costa Tedesca del 1811 in Louisiana. Questa ribellione venne schiacciata con la forza e non ebbe l'esito sperato. La presenza della rivoluzione haitiana, a ogni modo, portò anche sul tavolo delle discussioni politiche statunitensi la necessità di intensificare le divisioni razziali e la politica locale. Il presidente americano Thomas Jefferson (che era egli stesso un proprietario di schiavi) si rifiutò di intessere relazioni diplomatiche con Haiti (gli Stati Uniti non ne riconobbero l'entità statale sino al 1862) e impose anche un embargo commerciale sul commercio con Haiti che perdurò sino al 1862 nel tentativo di far fallire la nuova repubblica per non lasciare che i suoi ideali anti-schiavisti trionfassero e si diffondessero anche negli Stati Uniti.

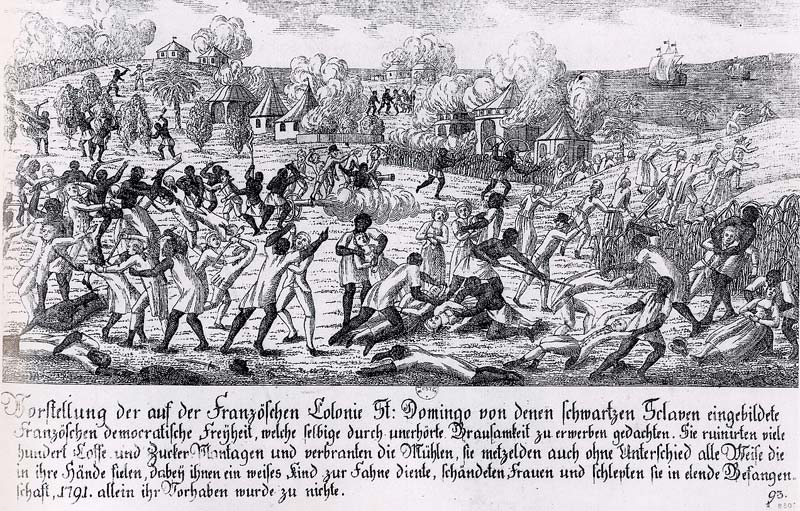
La rivolta degli schiavi a Santo Domingo nel 1791.

All'inizio dell'insurrezione degli schiavi nel 1791, i rifugiati bianchi di Santo Domingo si recarono negli Stati Uniti, in particolare a Filadelfia, a Baltimora, a New York e a Charleston. L'immigrazione si intensificò dopo la crisi del 20 giugno 1793, e ben presto le famiglie americane incominciarono a raccogliere anche del denaro per aiutare e sostenere questi esiliati. Mentre alcuni di questi rifugiati incolpavano il governo francese di aver diffuso la violenza a Haiti, molti sostenevano per contro il regime repubblicano e diedero il loro aperto supporto ai giacobini Del resto vi è l'evidenza storica che il mostrare simpatie per la Rivoluzione Francese fosse la via più facile per guadagnarsi la stima degli americani che recentemente si erano liberati dell'Inghilterra con una rivoluzione. I proprietari di schiavi americani, in particolare, furono tra coloro che commiserarono i proprietari di piantagioni francesi che vennero costretti forzosamente ad abbandonare le loro piantagioni a Santo Domingo. Mentre si trovavano in esilio, questi si sentivano al sicuro negli Stati Uniti, lontani dalle violenze presenti in Francia e a Haiti, ma la loro presenza sul suolo statunitense complicò notevolmente le già precarie relazioni diplomatiche con Regno Unito e Francia.
Molti dei bianchi e degli ex schiavi neri che lasciarono Santo Domingo per gli Stati Uniti si insediarono nella Louisiana meridionale, contribuendo ad aggiungere nuovi membri francofoni di lingua, di razza mista e di colore. Gli esiliati portarono scompiglio invece presso gli schiavi africani perché molti proprietari che erano fuggiti coi loro stessi schiavi e questo si pensava potesse innescare anche negli Stati Uniti una simile rivolta. Secondo altri invece la situazione appariva perfettamente sotto controllo nel Nord America.
Nel 1807 Haiti venne divisa in due parti, la Repubblica di Haiti a sud e il Regno di Haiti a nord. La terra non era privata e doveva tornare allo stato tramite i Biens Nationaux (beni nazionali), ed essa era ovviamente negata ai francesi bianchi che vennero costretti all'esilio; quanti si rifiutavano di farlo venivano uccisi. Lo stato haitiano deteneva più del 90% della terra, mentre l'altro 10% veniva affittato a intervalli di 5 anni.
Dal momento che i disordini scoppiati resero impossibile per Napoleone riprendere il controllo su Haiti, fu lui il primo a rinunciare all'idea di ricreare l'impero coloniale francese. Egli decise pertanto di vendere la Louisiana agli Stati Uniti. La rivoluzione haitiana portò a due circostanze non previste: la creazione della divisione tra America continentale e insulare e la fine del dominio napoleonico nelle Americhe.
Questa fu inoltre l'ultima ribellione di schiavi su così vasta scala. Napoleone revocò dopo questo atto tutte le disposizioni della Francia in materia di schiavi e le concessioni fatte tra il 1793 e il 1801 e riportò in vigore la schiavitù in tutte le colonie francesi dove perdurò sino al 1848.

## La Rivoluzione e i giornali
La rivoluzione degli schiavi africani a Haiti portò il terrore in molte altre colonie nei Caraibi e negli Stati Uniti. I ricchi proprietari di schiavi americani, in particolare, leggendo le notizie circa la rivoluzione, vi vedevano anche delle speculazioni di una possibile esplosione simile anche nei loro stati. A ogni modo, giornali come il Colombian Centinel prese posizione e supportò questa rivoluzione nel senso che essa era basata sui medesimi fondamenti della Rivoluzione americana. I giornali francesi diedero pure grande rilevanza alla rivoluzione haitiana, in particolare riscuotendo l'interesse e l'appoggio dei giovani.
In patria, uno dei più critici della rivoluzione fu certamente Sonthonax, il quale fu autore di numerosi articoli in tal senso che influenzarono l'opinione pubblica sulla situazione di Haiti. Del resto Sonthonax aveva tenuto un comportamento tale da spingere Toussaint a dichiarare alla fine l'indipendenza di Haiti dalla Francia come risposta all'oppressione perpetrata dai francesi nel territorio coloniale.

## Nella cultura di massa
- Lo scrittore cubano Alejo Carpentier nel suo secondo romanzo, Il regno di questo mondo (1949), presenta la rivoluzione haitiana nel profondo dei suoi concetti. Esso fu uno dei primi racconti di quel rinascimento latinoamericano di cui il XX secolo fu protagonista.
- Nel 1988 lo scrittore statunitense Julien Green, nel suo romanzo Le stelle del sud, secondo volume di una trilogia, ha dedicato la parte IV alla storia di Haiti e all'impatto dell'indipendenza nazionale sui coloni inglesi.
- Madison Smartt Bell scrisse una trilogia dal titolo All Souls' Rising (1995) sulla vita di Toussaint Louverture e sulla rivolta degli schiavi di Haiti.
- C. Richard Gillespie, ex professore dell'Università di Towson, scrisse un racconto sulla vita di Louverture nella rivoluzione dal titolo Papa Toussaint (1998).
- Seppur senza riferimenti diretti, Haiti è lo sfondo del musical di Broadway del 1990 dal titolo Once on This Island di Lynn Ahrens e Stephen Flaherty. Il musical, basato sul racconto My Love, My Love di Rosa Guy, descrive la stratificazione sociale dell'isola, e contiene una storia che indica brevemente la storia della rivoluzione haitiana.
- Nel 2004 fu organizzata una mostra di pittura dal titolo Caribbean Passion: Haiti 1804 dell'artista Kimathi Donkor. Essa si tenne a Londra per celebrare il bicentenario della rivoluzione haitiana.[147]
- Nel 2010, la scrittrice Isabel Allende scrisse un racconto storico dal titolo L'isola sotto il mare, con estratti della storia haitiana visti dagli occhi di una donna schiava sull'isola.
- William Dietrich ambientò il suo racconto del 2012 dal titolo The Emerald Storm nel corso della rivoluzione haitiana.
- La mini-serie televisiva  The Feast of All Saints. riporta la rivoluzione haitiana nelle sue scene d'apertura.
- Il film Top Five fa riferimento al proprio interno a un film di fantasia dal titolo "Uprize" con tema la rivoluzione haitiana.
- Il periodico socialista americano Jacobin ha come propria immagine nel proprio logo la figura di Toussaint Louverture.

## Letteratura sulla rivoluzione haitiana
- An Unbroken Agony: Haiti, From Revolution to the Kidnapping of a President
- Bug-Jargal
- The Crime of Napoleon
- The Black Jacobins
- La libertà del popolo nero. Toussaint Louverture, Scritti politici, Introduzione, edizione e traduzione italiana a cura di Sandro Chignola, Torino, La Rosa Editrice, 1997 (Introduzione, pp. I - LXXXVI).
- Il regno di questo mondo di Alejo Carpentier, 1949